# GR du Littoral
De GR du Littoral of GR 120 is een langeafstandswandelpad of GR-pad van De Panne tot Pas d'Authie over een afstand van 175 km.
De GR du Littoral doorkruist De Panne, Duinkerke, Calais, Boulogne-sur-Mer, Berck-Plage en loopt tot de Pas d'Authie aan de monding van de Authie. Het pad doorkruist ook het Parc naturel régional des caps et marais d'Opale.